# Hafner
Hafner je priimek v Sloveniji, ki ga je po podatkih Statističnega urada Republike Slovenije na dan 1. januarja 2010 uporabljalo 1005 oseb.

## Znani slovenski nosilci priimka
- Alenka Hafner (*1964), zdravnica
- Aleš Hafner, arhitekt
- Anton Hafner (1887—1918), vojak (vodil judenburški upor)
- Benjamin Hafner, arhitekt, predavatelj
- Blaž Hafner (1758—1834), rudniški zdravnik
- Borut Hafner (*1969), arhitekt
- Boštjan Hafner (1931—2023), arhitekt
- Edo Hafner (*1955), hokejist, trener
- Fabjan Hafner (1966—2016), pesnik, prevajalec, literarni zgodovinar
- Franc Hafner (1839—1876), učitelj, stenograf
- Franc Hafner (*1936), atlet
- Gema Hafner (1919—1996), pesnica, pisateljica, prevajalka
- Gregor Hafner, polkovnik SV
- Iva Hafner Bratkovič (*1978), biokemičarka, raziskovalka na področju nevrobiologije
- Ivan Hafner (1867—1947), raziskovalec metuljev (lepidopterolog)
- Izidor Hafner (*1949), matematik, logik, pedagog
- Jaka Hafner (1927—2005), baletnik
- Jana Hafner, bibliografka
- Janez Hafner (1950—2012), slikar
- Janko Hafner (1907—1972), novinar, fotograf, urednik
- Janko Hafner (1899—1956), zdravnik otorinolaringolog
- Jože Hafner (1907—?), zdravnik?, direktor jeseniške bolnišnice
- Jože Hafner, kolesar
- Jože Hafner, materiali v gradbeništvu
- Jožica Hafner, arhivistka v TV arhivu RTV Slovenija
- Jure Hafner (*1989), deskar na snegu
- Krist(in)a Hafner (1893—1969), učiteljica, urednica, prevajalka
- Lovro Hafner (1883—1963), glasbenik, zborovski skladatelj
- Maja (Šenk) Hafner (1932—2024), biologinja
- Marjan Hafner, športni (košarkarski) delavec
- Marjutka Hafner (*1960), direktorica urada in generalna sekretarka Nacionalne komisije za UNESCO
- Mate Hafner (1865—1946), notar, entomolog, naravoslovec, publicist
- Mateja Hafner Dolenc, arhitektka, urbanistka
- Matevž Hafner (1909—1970), gospodarstvenik, železar
- Matjaž Hafner (*1972), odbojkar, trener
- Miha Hafner, pravnik, doc.
- Milan Hafner (*1977), hokejist
- Miran Hafner, naravoslovni fotograf
- Mitja Hafner-Fink (*1957), sociolog, metodolog
- Nina Hafner, igralka
- Peter Hafner (1958—2009), matematik, glasbofil
- Rok Hafner, konservator
- Stanislav Hafner (1916—2006), slovensko-avstrijski jezikoslovec slavist, literarni zgodovinar, akademik
- Svit Hafner (*1994), odbojkar
- Tomo Hafner (*1980), hokejist
- Tone Hafner (1916—1981), partizan prvoborec
- Tone Hafner, restarvator
- Ula Hafner (*1993), alpska smučarka
- Vinko Hafner (1920—2015), partizan prvoborec, politični komisar, politik
- Zdenka Hafner Čelan, prevajalka
- Žiga Hafner - "Baron", alpinist

## Znani tuji nosilci priimka
- Anton Hafner (1918—1944), nemški letalski as
- Paul Hafner (1977), avstrijski nogometaš
- Philipp Hafner (1735—1764), avstrijski pisatelj